# Paula Herrero Aguirre
Paula Herrero Aguirre (1996) es una deportista española que compite en atletismo y acuatlón. Ganó una medalla de oro en el Campeonato Europeo de Acuatlón de 2022.
Como atleta, en marzo de 2023 batió el récord de España de 10 km en ruta.

## Palmarés internacional
| Campeonato Europeo | Campeonato Europeo | Campeonato Europeo | Campeonato Europeo |
| Año                | Lugar              | Medalla            | Prueba             |
| ------------------ | ------------------ | ------------------ | ------------------ |
| 2022               | Bilbao (España)    | Medalla de oro     | Individual         |